# 適體

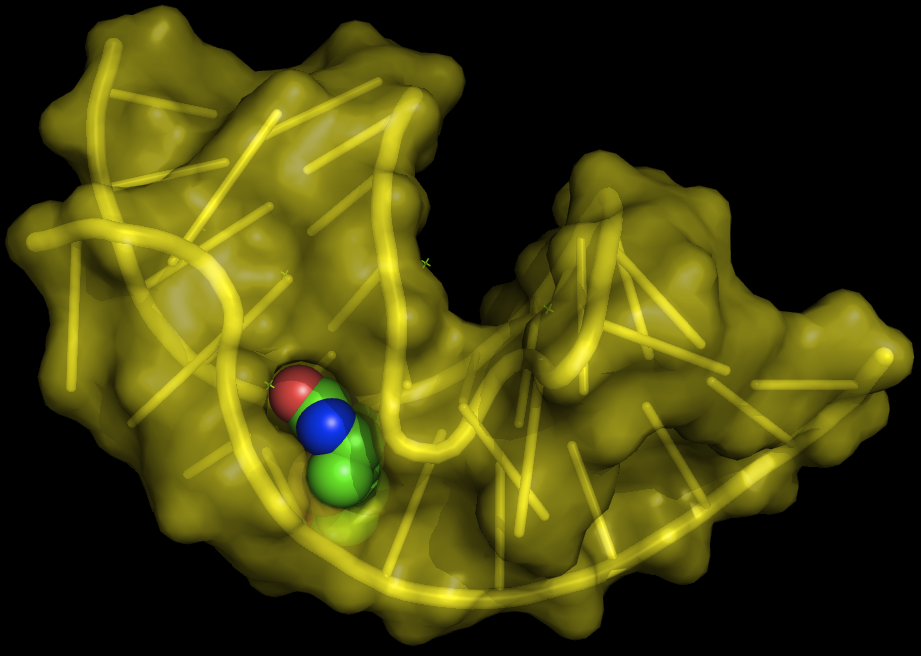
與生物素結合的RNA適體的結構，黃色的是適體的表面與骨架，生物素(圓形)與RNA表面的凹槽結合

適體  (源自拉丁文「aptus」表示”適合”的意思,和希臘文「meros」表示”部位”的意思)是指與特定的目標分子結合的寡聚核酸或是 肽鏈。適體常常從大量的隨機序列被挑選出來，但自然的適體依舊存在如核糖开关中。適體可以用在學術研究亦可以當作大分子藥物應用在臨床診斷上。在適體的目標分子存在的情況下，適體能與核酶結合並進行自我剪切的動作，這些複合物能應用在研究、工業與臨床診斷上。
有高度專一性的適體能如下分類:
- DNA or RNA or XNA（英语：Nucleic acid analogue）構成的適體(適體核酸);由寡核酸構成。
- 肽鏈構成的適體(適體肽鏈);由可變的多肽區域與蛋白質的兩端結合而成。

## 適體核酸
適體核酸是一種核酸經由多次的體外選殖，或是經由SELEX(systematic evolution of ligands by exponential enrichment 配體指數增強系統進化技術)來與多種的目標分子，像小分子化合物、蛋白質、核酸，甚至細胞、組織與器官等等結合。適體常應用在生物技術與治療等方面，因為它們能提供”對特定分子辨識”的這種特性，就如同也常被應用的抗體(脊椎動物體內原本就有抗體產生)一般。適體能設計在試管中、能快速的利用化學方法合成、保留好保存的特性與在治療應用上抽出較少或無免疫原性。
在1990年, 兩所實驗室分別發展出了選殖技術: Gold實驗室採用SELEX(配體指數增強系統進化技術)來選殖與T4DNA聚合酶結合的RNA 配體;Szostak實驗室則命名並採用體外選殖來選殖與許多有機染劑結合的RNA配體。 Szostak實驗室也給這些用核酸為原料的配體定義了適體(源自拉丁文apto為適合的意思)這個名詞。兩年之後,Szostak實驗室與另一吉利德科學公司也分別著手研究 使用體外選殖計畫來分別演化與有機染料、與人類凝血因子、與凝血酶結合的單股DNA配體。RNA與DNA適體並沒有任何系統上的差異，相較於RNA，DNA適體依舊有比較高度的化學穩定性。
有趣的是，這種體外進行選殖的方法早在20多年前當索爾施皮格爾曼用Qbeta複製系統來演化自我複製的分子時已經實現了。  此外，當發表體外選殖與SELEX技術的前一年, 杰拉爾德·喬伊斯 已經用‘直接演化(directed evolution)’技術來改變核酸酵素剪切的活性了。
因為適體的發現，許多的研究學者已經採用適體選殖來進行許多的應用與研究。在2001年, Ellington實驗室將體外選殖在德克薩斯大學奧斯汀分校, 與在SomaLogic公司(Boulder, CO)進行自動化大幅地將實驗時間從6星期縮短到3天。
在生物學與生物技術方面，人工的設計核酸配體備受注目，自然界中的適體在2002年前尚未被發現，分別由 羅納德斷路器領導與Evgeny Nudler領導的兩個研究團隊發現核酸為主的基因調控因子(又名核糖开关)與人工製造的適體有相似的分子識別特性。此外，發現新的基因調控模式，顯示更多支持RNA世界学说的證據。
DNA與RNA構成的適體都對目標分子顯現出很強的親和力， 而且DNA與RNA構成的適體已經發現某些有共同的目標分子，像是溶酶體, 凝血酶,愛滋病毒反式反應因子(human immunodeficiency virus trans-acting responsive element (HIV TAR)), 高鐵血紅素, 干擾素γ, 血管内皮生长因子 (VEGF), 前列腺抗體 (PSA), and 多巴胺. 在目標分子是溶酶體、 HIV TAR、VEGF與多巴胺，DNA適體與RNA適體有很高的相似度，通常差在DNA是胸腺嘧啶而RNA是尿嘧啶取代;在目標分子是高鐵血紅素, 凝血酶,與干擾素γ的情況下, DNA適體與RNA適體從不相關的選殖系統選殖出，且有各自獨特的序列。並非所有DNA適體與RNA 適體相似顯現出DNA與RNA序列間相互功能的相似與差異，因此在功能與結構上還需更進一步的研究。
最近，聰明適體與聰明配體的概念被引進， 在預先計算適體與目標分子的平衡({\displaystyle K_{d}})、速率  ({\displaystyle k_{off}}、常數{\displaystyle k_{on}})與熱動能參數(ΔH, ΔS)的情況下選殖適體 毛細動力電泳是用來選殖聰明適體的一項技術，經過僅僅幾回的選殖動作就能成功選殖出所需的適體。
現在在應用適體方面的治療歸功於美國的食品藥物管理機構 (FDA)核准第一個適體藥物用來治療老人黃斑部病變 (AMD)稱為治斑劑(Macugen)。此外，NeoVentures生技公司(http://www.neoventures%5B%5D.) 已經成功的商業化第一個以適體為基礎用來分析穀物黴菌毒素(mycotoxins)的診斷平台。許多家公司紛紛開發適體與適體抗體來取代抗體。
未修飾的適體在血液中會馬上被清除，半生期從幾分鐘到幾小時不等，主要因為腎臟的核酸酶的降解與清除，結果造成適體與生俱來的低分子重。目前未修飾的適體主要應用在治療短暫停留的情況，如血液凝固;或是治療器官，像眼睛這種允許適體的局部傳送。這種快速分解的特性能應用在體內診療上，例如: 與粘蛋白(tenascin)結合的適體藉由先靈公司應用在癌症治療方面。 許多修飾方法，如 2'端氟取代的嘧啶、聚乙二醇 (PEG)連結等等(兩者皆用在治斑劑(Macugen)方面，與FDA認可的適體)，科學家皆可獲並且能增加適體的半生期到天或者週的程度。
另外一種增加適體抗核酸酵素的方法是發展Spiegelmer(完全以非天然的L形式核酸骨架構成)，相同序列的spiegelmer與相對應的RNA適體有相同的結合特性，除了與目標分子的鏡像異構物結合。
除了發展適體治療技術之外，許多研究學者像是Ellington實驗室與SomaLogic公司(Boulder, CO)已經發展出藉由適體來描繪血漿蛋白的技術稱為適體血漿蛋白診療科技。此項科技將來能夠運用在多生物標記蛋白來幫助診斷生病-健康的狀態區別。人體學上的適體應用在HER2與EGFR膜蛋白，且已經被證明能應用在病理學上，藉由急速冷凍的組織來研究內部調控。
藉由收集從體外選殖與SELEX科技操作出來的數據，Ellington實驗室已經發展出適體數據庫整合了全部已經發表的實驗數據。能由以下網址搜尋 http://aptamer.icmb.utexas.edu/ （页面存档备份，存于）.
更多关于适配子对手性多肽的检测 可以阅读 http://nanopore.weebly.com/ （页面存档备份，存于）

## 適體肽鏈
適體肽鏈是一種蛋白質被設計用來干擾、阻斷其他在細胞中蛋白質的蛋白質交互作用，適體肽鏈由可變度高的多肽環接在protamersein骨架的兩端上。這種雙重構造限制大大的增加結合時的親和力，與抗體的結合力可相比擬(奈米分子程度)。
多肽環的長度大概有10到20個胺基酸，骨架由好的溶解度與緊密度特性的蛋白質構成。現在，細菌蛋白 硫氧還原蛋白-A是最常用的骨架蛋白，多肽環插進骨架蛋白的還原活性位(野生種的蛋白中是-Cys-Gly-Pro-Cys-環)兩個半胱氨酸側鏈能夠形成雙硫鍵。
適體肽鏈能用別種系統來進行選殖，現今最常用的是酵母菌 雙雜交技術.
配體調控的適體肽鏈(Ligand Regulated Peptide Aptamers (LiRPAs))選殖技術已經被實現。藉由使用三聚 FKBP-雷帕黴素-FRB結構與隨機的多肽和目標分子間的交互作用，且運用雷帕黴素或非免疫抑制相似物來調控，進而從骨架蛋白上取代7個胺基酸肽鏈。
另外可以從肽鏈合併後的集合中選殖出適體肽鏈藉由噬菌體表現 與其他的表面表現技術像是mRNA表現、核酸表現、 細菌表現與酵母菌表現，這些實驗程序也被稱為生物掏洗。從生物掏洗得到的肽鏈中，模擬表位可以被視為一種適體肽鏈。這些從肽鏈合併後的集合中掏選出的肽鏈已被儲存在特定的資料庫稱為MimoDB中。 可以從以下網站中獲得(https://web.archive.org/web/20121116054757/http://immunet.cn/mimodb/.)

## 適體促發現生物標記技術(AptaBiD)
適體促發現生物標記技術(AptaBiD或Aptamer-Facilitated Biomarker Discovery)是一項應用在發現生物標記的技術。適體促發現生物標記技術用使用多回的製造適體或者製造適體堆來與細胞上不同的分子標
記物結合並能促進偵測生物標記。主要分為三個階段: (i)多回的選殖結合目標細胞生物標記的適體; (ii) 藉由適體從目標細胞上分離生物標記; (iii) 應用質譜儀來辨別生物標記。適體促發現生物標記技術的主要特點是製造合成的親和探針(適體)同時發現生物標記。在適體促發現生物標記技術中, 適體被設計與細胞表面的生物標記的原本狀態與構型結合。除了促進辨識生物標記，這些適體還能直接在體內用來分離細胞、顯現細胞、追蹤細胞，甚至還能被用來調整細胞受體與配送不同抗原(例如:siRNA與藥物)
進細胞的活性。

## 來源
1. ↑  Mills, DR; Peterson, RL; Spiegelman, S. . Proceedings of the National Academy of Sciences of the United States of America. 1967 Jul, 58 (1): 217–24. PMID 5231602.
2. ↑  Neves, M.A.D.; O. Reinstein, M.Saad, P.E. Johnson. . Biophys Chem. 2010, 153: 9–16. PMID 21035241. doi:10.1016/j.bpc.2010.09.009.
3. ↑  Baugh, C.; D. Grate, C.Wilson. . J. Mol. Biol. 2000, 301: 117–128. PMID 10926496. doi:10.1006/jmbi.2000.3951.
4. ↑  Dieckmann, T.; E. Fujikawa, X. Xhao, J. Szostak, J. Feigon. . Journal of Cellular Biochemistry. 1995: 56–56.
5. ↑  Potty, A.; K. Kourentzi, H. Fang, G. Jackson, X. Zhang, G. Legge, R. Willson. . Biopolymers. 2009, 91: 145–156. PMID 19025993. doi:10.1002/bip.21097.
6. ↑  Long, S.; M. Long, R. White, B. Sullenger. . RNA. 2008, 14 (2): 2504–2512. PMID 18971322.
7. ↑  Darfeuille, F.; S. Reigadas, J. Hansen, H. Orum, C. Di Primo, J. Toulme. . Biochemistry. 2006, 45: 12076–12082. PMID 17002307. doi:10.1021/bi0606344.
8. ↑  Liu, M.; T. Kagahara, H. Abe, Y. Ito. . Bulletin of the Chemical Society of Japan. 2009, 82: 99–104.
9. ↑  Min, K.; M. Cho, S. Han, Y. Shim, J. Ku, C. Ban. . Biosensors & Bioelectronics. 2008, 23: 1819–1824. PMID 18406597. doi:10.1016/j.bios.2008.02.021.
10. ↑  Ng, E.W.M; D.T. Shima, P. Calias, E.T. Cunningham, D.R. Guyer, A.P. Adamis. . Nature Reviews Drug Discovery. 2006, 5 (2): 123–132. PMID 16518379. doi:10.1038/nrd1955.
11. ↑  Savory, N.; K. Abe, K. Sode, K. Ikebukuro. . Biosensors & Bioelectronics. 2010, 15: 1386–91. PMID 20692149. doi:10.1016/j.bios.2010.07.057.
12. ↑  Jeong, S.; S.R. Han, Y.J. Lee, S.W. Lee. . Biotechnology Letters. 2010, 32: 379–85. PMID 19943183. doi:10.1007/s10529-009-0168-1.
13. ↑  Walsh, R.; M. DeRosa. . Biochemical and Biophysical Research Communications. 2009, 388: 732–735. PMID 19699181. doi:10.1016/j.bbrc.2009.08.084.
14. ↑  Gupta S, Thirstrup D, Jarvis TC, Schneider DJ, Wilcox SK, Carter J, Zhang C, Gelinas A, Weiss A, Janjic N, Baird GS. . Applied Immunohistochemistry & Molecular Morphology. Jan 2011, 19 (1): Epub ahead of print. PMID 21217521. doi:10.1097/PAI.0b013e3182008c29.
15. ↑  Huang, J; Ru, B, Zhu, P, Nie, F, Yang, J, Wang, X, Dai, P, Lin, H, Guo, FB, Rao, N. . Nucleic Acids Research. 2011-11-03, 40 (1): D271–7. PMC 3245166 . PMID 22053087. doi:10.1093/nar/gkr922.
16. ↑  Berezovski MV, Lechmann M, Musheev MU, Mak TW, Krylov SN. . J Am Chem Soc. Jul 2008, 130 (28): 9137–43. PMID 18558676. doi:10.1021/ja801951p.

## 延伸閱讀
- Ellington AD, Szostak JW. . Nature. Aug 1990, 346 (6287): 818–22. PMID 1697402. doi:10.1038/346818a0.
- Bock LC, Griffin LC, Latham JA, Vermaas EH, Toole JJ. . Nature. Feb 1992, 355 (6360): 564–6. PMID 1741036. doi:10.1038/355564a0.
- Hoppe-Seyler F, Butz K. . J Mol Med. 2000, 78 (8): 426–30. PMID 11097111. doi:10.1007/s001090000140.
- Carothers JM, Oestreich SC, Davis JH, Szostak JW. . J Am Chem Soc. Apr 2004, 126 (16): 5130–7. PMID 15099096. doi:10.1021/ja031504a.
- Cohen BA, Colas P, Brent R. . Proc Natl Acad Sci USA. Nov 1998, 95 (24): 14272–7  [2013-07-01]. PMC 24363 . PMID 9826690. doi:10.1073/pnas.95.24.14272. （原始内容存档于2019-09-24）.
- Binkowski BF, Miller RA, Belshaw PJ. . Chem Biol. Jul 2005, 12 (7): 847–55. PMID 16039531. doi:10.1016/j.chembiol.2005.05.021.
- Sullenger BA, Gilboa E. . Nature. Jul 2002, 418 (6894): 252–8. PMID 12110902. doi:10.1038/418252a.
- Ng EW, Shima DT, Calias P, Cunningham ET, Guyer DR, Adamis AP. . Nat Rev Drug Discov. Feb 2006, 5 (2): 123–32. PMID 16518379. doi:10.1038/nrd1955.
- Drabovich AP, Berezovski M, Okhonin V, Krylov SN. . Anal Chem. May 2006, 78 (9): 3171–8. PMID 16643010. doi:10.1021/ac060144h.
- Cho EJ, Lee JW, Ellington, AD. . Annual Review of Analytical Chemistry. 2009, 2 (1): 241–64  [2013-07-01]. PMID 20636061. doi:10.1146/annurev.anchem.1.031207.112851. （原始内容存档于2019-09-24）.

## 相關連結
- Aptamer biosensor group （页面存档备份，存于）
- Aptamer Base
- The MimoDB database